# Zwergsturmtaucher
Der Zwergsturmtaucher oder Kleine Sturmtaucher (Puffinus assimilis) ist ein Seevogel aus der Familie der Sturmvögel (Procellariidae). Dieser kleinste Vertreter der Sturmtaucher kommt in australasiatischen Gewässern vor und brütet in Kolonien auf einer Reihe kleiner zu Australien und Neuseeland gehörender Inseln. Die Art gilt in ihrem Fortbestand als nicht gefährdet.

## Merkmale

### Körperbau und Aussehen
Zwergsturmtaucher sind kompakt gebaute Vögel mit kurzen, abgerundeten Flügeln und vergleichsweise zierlichen Schnäbeln. Der Körperbau ist insgesamt an ein Leben auf und über dem offenen Meer angepasst, die Fortbewegung an Land wirkt hingegen eher schwerfällig und unelegant. Mit einer Größe von 27 bis 28 cm und einem Gewicht zwischen 220 und 260 g handelt es sich um den kleinsten Vertreter der Sturmtaucher. Aus einiger Entfernung gesehen wirken Zwergsturmtaucher deutlich zweifarbig mit einer dunklen Ober- und einer hellen Unterseite. Bei frisch gemauserten Exemplaren sind Kinn, Kehle, Wangen und Ohrdecken weiß gefärbt und kontrastieren deutlich mit der schiefergrauen bis fast schwärzlichen Färbung des übrigen Kopf- und Nackenbereichs. Bei den meisten Individuen zeigt sich ein schwer erkennbarer, etwas dunklerer Augenstreif. Um den Hals verläuft ein schmales, hellgraues Band, das mit Abnutzung der Federn jedoch schnell verloren geht und nicht mehr sichtbar ist. Die übrige Oberseite ist wiederum einheitlich schiefergrau bis schwärzlich, lediglich die Federspitzen sind beim frischen Gefieder etwas blasser abgesetzt, wirken jedoch mit fortschreitender Abnutzung zunehmend bräunlich. Das Gefieder an der Unterseite ist einheitlich weiß gefärbt, lediglich die Spitzen der Schwungfedern sowie die Außenfahnen der größten Handschwingen setzen sich hiervon in dunklem Grau ab. Die Mauser der Adulten findet in den Monaten November bis Dezember statt, immature Vögel und Nicht-Brüter sind oft anhand einer früheren Mauser oder frischem Gefieder während der Brutzeit erkennbar. Der Schnabel ist variabel gefärbt, bei den meisten Exemplaren ist er bräunlich-schwarz oder dunkelgrau, Zwergsturmtaucher mit leicht bläulichem Unterschnabel werden jedoch ebenfalls regelmäßig gesichtet. Die unbefiederten Beine sind bläulich mit dunkleren Zehen und pinken Schwimmhäuten. Die Iris des Auges zeigt ein dunkles Braun.

### Stimme
Außerhalb der Brutzeit gelten die Vögel als eher still, sind sie doch zu hören geben sie ein Repertoire an mehrsilbigen, krächzenden und lachenden Lauten wieder. An den Brutkolonien sind Zwergsturmtaucher hingegen sehr laut und ruffreudig, besonders in Nächten ohne Mondlicht. Dabei geben sie ein raues, kratzendes wah-i-wah-i-wah-ooo von sich, das bei den Männchen deutlich klarer klingt als bei ihren weiblichen Artgenossen.

## Habitat und Lebensweise
Zwergsturmtaucher sind marine Vögel, die den Großteil des Jahres über dem offenen Meer verbringen, allerdings werden sie regelmäßiger in Küstennähe gesichtet als die meisten verwandten Arten. Lediglich zur Brutzeit verbringen sie längere Zeit an Land. Die Vögel führen eine weitestgehend solitäre Lebensweise. Anders als viele Röhrennasen folgen Zwergsturmtaucher keinen (Fischerei-)Schiffen, sondern nähern sich diesen höchstens kurzzeitig und entfernen sich anschließend wieder.

### Ernährung und Jagdverhalten
Die Ernährungsgewohnheiten der Art sind bislang nur schlecht erforscht, bekannt ist allerdings, dass die Vögel hauptsächlich allein und während der Nacht auf die Jagd gehen. Die Nahrung besteht aus kleinen Fischen, Tintenfischen und Krebstieren, darunter auch Krill. Hauptjagdmethode scheint das Eintauchen ins Wasser aus dem Flug heraus, gefolgt von einer kurzen, tauchenden Verfolgung der Beute zu sein. Das Fressen schwimmend an der Oberfläche sowie kurze Tauchgänge aus dem Schwimmen heraus wurden jedoch ebenfalls beobachtet. Gelegentlich scheinen sich Zwergsturmtaucher offenbar bei der Nahrungssuche mit Delfinen zu assoziieren, vermutlich um von diesen aufgescheuchte Beutetiere leichter fangen zu können.

### Fortpflanzung
Zwergsturmtaucher sind über längere Zeiträume monogame Vögel, die in Kolonien auf der Küste vorgelagerten oder Hochseeinseln brüten. Die Kolonien liegen auf grasbewachsenen, manchmal licht bewaldeten Abhängen. Als Nest dienen entweder selbstgegrabene Erdhöhlen oder natürlich entstandene Felsspalten von etwa 30 bis 200 cm Länge, die nur spärlich mit Zweigen und ähnlichem Material ausgepolstert werden. Um diese Nistplätze konkurrieren die Zwergsturmtaucher sowohl untereinander als auch mit anderen bodenbrütenden Arten wie dem Schwarzflügel-Sturmvogel (Pterodroma nigripennis) oder dem Keilschwanz-Sturmtaucher (Ardenna pacifica). Nach der Auswahl eines Nistplatzes legt das Weibchen ein einzelnes weißes Ei mit einer durchschnittlichen Größe von 54,7 × 36,7 mm und einer Masse von circa 40 g. Die Inkubationszeit liegt zwischen 52 und 58 Tagen, in denen das Ei von beiden Altvögeln abwechselnd bebrütet wird. Nach dem Schlüpfen wird der zunächst von grauen Daunen bedeckte Jungvogel für drei bis vier Tage gehudert. Die Eltern wechseln sich mit längeren und kürzeren Jagdausflügen ab, teilweise verlässt einer der Altvögel die Kolonie für mehrere Tage, bevor er seinen Partner am Nistplatz wieder ablöst. Die Fütterung des Nachkommen findet grundsätzlich nur während der Nacht statt. Nach etwa 69 bis 77 Tagen werden die Jungen flügge und verlassen die Brutkolonie.

## Verbreitung
Die bekannten Brutkolonien des Zwergsturmtauchers liegen auf vorgelagerten Inseln vor der Südwestküste Western Australias, vor der Nordostküste von Neuseelands Nordinsel sowie auf den Kermadecinseln, der Lord-Howe-Insel und der Norfolkinsel. Das genaue Verbreitungsgebiet auf See ist nur unvollständig bekannt, sein Kern dürfte sich allerdings rund um das südliche Australien und die Tasmansee befinden. Zwergsturmtaucher scheinen keine größeren saisonalen Wanderungen zu unternehmen, vereinzelte Sichtungen lebender oder toter, an der Küste angespülter Exemplare sind jedoch auch von entfernten Orten wie Robben Island vor der Küste Südafrikas, dem antarktischen Conradgebirge oder Round Island, Mauritius bekannt.

## Systematik
Die Erstbeschreibung des Zwergsturmtauchers stammt aus dem Jahr 1838 und geht auf den britischen Ornithologen John Gould zurück. Der Holotyp wurde auf Goulds zoologischer Expedition nach Australien gesammelt und stammte von der Norfolkinsel. Als wissenschaftlichen Namen der neuen Art wählte Gould das Binomen Puffinus assimilis. Das aus dem lateinischen stammende Artepitheton bedeutet „ähnlich“ und nimmt Bezug auf die äußere Ähnlichkeit des Zwergsturmtauchers zu „Puffinus obscurus“, einer nicht mehr als gültig betrachteten Art, die heute als synonym mit dem Schuppensturmtaucher (P. lherminieri) angesehen wird. Unter der Art Puffinus assimilis wurden in der Vergangenheit diverse Unterarten mit einem nahezu globalen Verbreitungsgebiet zusammengefasst, von denen viele – trotz großer Ähnlichkeiten bei Aussehen und Verhalten – in aktuelleren ornithologischen Werken als eigenständige Arten betrachtet werden, darunter der Rapasturmtaucher (P. myrtae), der Barolosturmtaucher (Puffinus baroli) und der Boydsturmtaucher (P. boydi). Grundlage dieser Neuordnung sind molekulargenetische Untersuchungen anhand der mitochondrialen DNA der Vögel, bei denen erhebliche Abweichungen festgestellt wurden, was deutlich gegen eine enge Verwandtschaft dieser Populationen auf Unterartebene spricht.
Die International Ornithologists’ Union akzeptiert mit Stand 2023 nur noch die folgenden vier Unterarten, die sich vor allem anhand ihrer Körpergröße und Gesichtszeichnung unterscheiden:
- P. a. assimilis Gould, 1838 – Die Nominatform brütet auf der Lord-Howe- und der Norfolkinsel.
- P. a. tunneyi Mathews, 1912 – Brütet auf den Inseln vor der Südwestküste Western Australias. Individuen dieser Unterart sind deutlich kleiner als die der Nominatform, unterscheiden sich ansonsten aber optisch nicht weiter von diesen Artgenossen.
- P. a. kermadecensis Murphy, 1927 – Brütet auf den namensgebenden Kermadecinseln. Größerer Anteil dunkler Federn im Gesichtsbereich als P. a. assimilis.
- P. a. haurakiensis C. A. Fleming & Serventy, 1943 – Brütet auf Inseln vor der Nordostküste der Nordinsel, etwa von der Bay of Plenty bis zu den Three Kings Islands, Ähnliches Gesichtsmuster wie P. a. kermadecensis, darüber hinaus besitzt diese Unterart besonders schmale dunkle Spitzen der Schwungfedern, vor allem an den Handschwingen.

## Gefährdung
Die IUCN sieht die Art mit Stand 2018 als nicht global gefährdet an (Status least concern) und geht von einem Gesamtbestand in der Größenordnung zwischen 100.000 und 500.000 adulten Individuen aus. Australien schätzt die auf seinem Territorium brütenden Unterarten P. a. assimlis und P. a. tunneyi jedoch lokal als „gefährdet“ ein (Status vulnerable), wobei besonders die Nominatform mit etwa 4000 Brutpaaren auf Lord-Howe-Island (dessen Kolonie im frühen 20. Jahrhundert bereits als erloschen galt) und weiteren 100 bis 1000 Paaren auf der Norfolkinsel als selten gilt. Zwergsturmtaucher werden noch immer in gewissem Umfang für den menschlichen Verzehr bejagt, auch ihre Eier werden aus demselben Grund gesammelt. Darüber hinaus enden jedes Jahr einige Vögel als Köder in der lokalen Fischfangindustrie. Größte Bedrohung für den Fortbestand des Zwergsturmtauchers ist jedoch, wie bei vielen Seevögeln, die Einführung invasiver Arten wie Ratten und verwilderter Hauskatzen auf den Inseln mit bedeutenden Brutkolonien. In der Vergangenheit ist hierdurch bereits die frühere Kolonie auf Raoul Island in den Kermadecinseln zerstört worden.